# 島松駅
島松駅（しままつえき）は、北海道恵庭市島松仲町1丁目1にある、北海道旅客鉄道（JR北海道）・日本貨物鉄道（JR貨物）千歳線の駅。かつては急行「ちとせ」「えりも」の一部が停車していた。JR北海道の駅番号はH08。電報略号はママ。事務管理コードは▲131406。

## 歴史

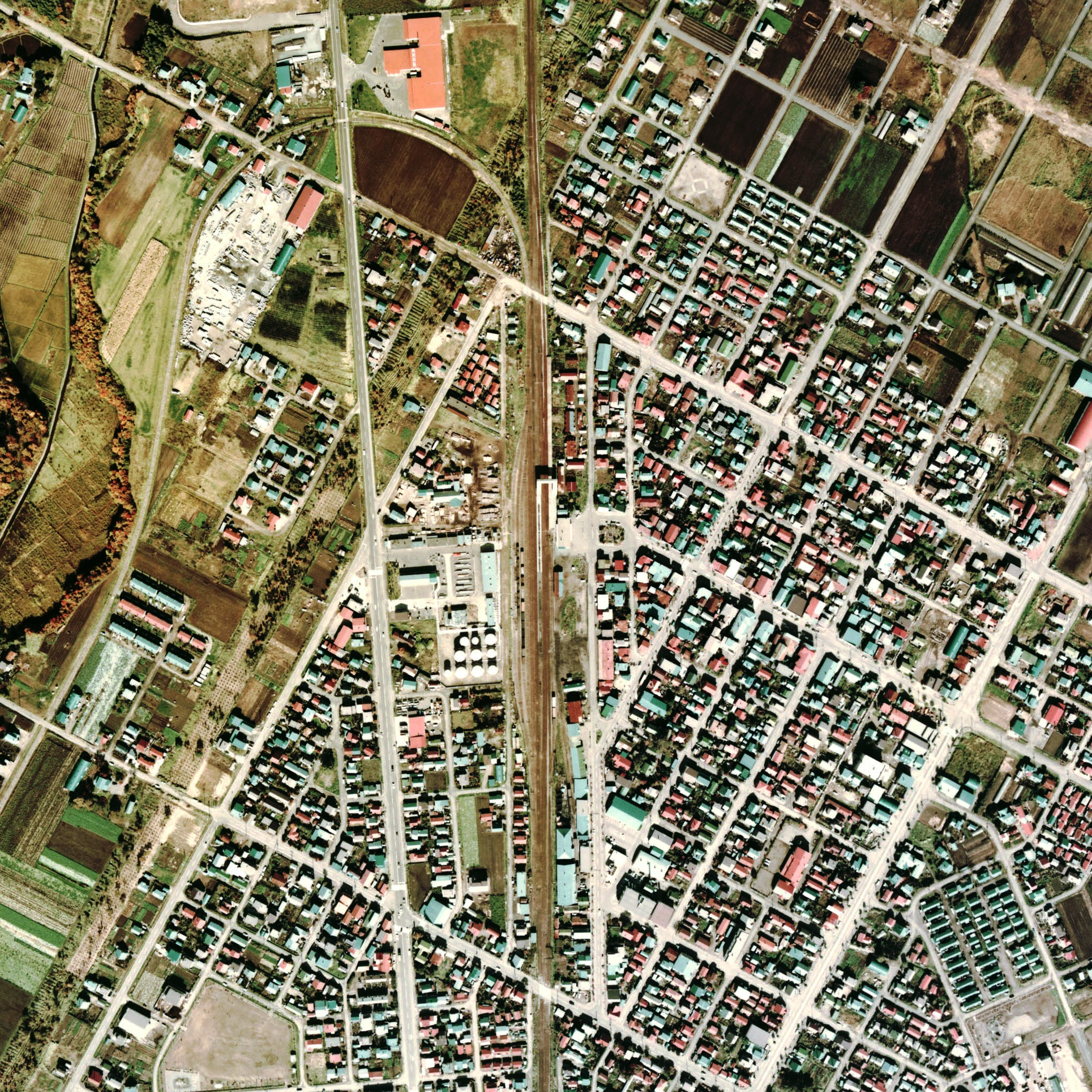
1976年の島松駅と周囲約1km範囲。上の右が本線札幌方面。左へ180度カーブを描いているのは自衛隊専用線。単式と島式の複合ホーム2面3線と副本線、駅裏の油槽所前に3本の留置線と石油の受渡線、駅舎横の貨物ホームへ引き込み線とそこからスイッチバック状に南の倉庫群の間に側線が2本伸びる。

当初、北海道鉄道にこの駅を設置する予定は無かったが、付近住民が土地と金銭を寄付した上で嘆願し、駅が設置された。

### 年表
- 1926年（大正15年）8月21日：北海道鉄道（2代）札幌線の駅として開業[1]。一般駅[5]。
- 1943年（昭和18年）8月1日：戦時買収により北海道鉄道が国有化。鉄道省（国鉄）千歳線の駅となる[1]。
- 1959年（昭和34年）3月：駅舎改築[6]。
- 1960年（昭和35年）5月：恵庭農協島松倉庫および貯炭場へ専用線敷設[7]。
- 1961年（昭和36年）頃：西島松の自衛隊北海道地区補給処（現・陸上自衛隊北海道補給処）へ専用線敷設[注釈 1]。
- 1963年（昭和38年）：駅裏に日本石油札幌油槽所が開所[8]。
- 1966年（昭和41年）
  - 9月7日：双方向複線化完成[9]。
  - 10月3日：複線化に伴い新ホーム設置[9]。
  - 12月26日：跨線橋設置[9]。
- 1980年（昭和55年）5月15日：専用線発着を除く車扱貨物の取扱いを廃止[5]。
- 1984年（昭和59年）2月1日：荷物の取り扱いを廃止[5]。
- 1987年（昭和62年）4月1日：国鉄分割民営化により、JR北海道・JR貨物の駅となる[1]。
- 1994年（平成6年）7月：新千歳空港駅の開業に合わせた改良により、4番線を新設[10]。
- 1997年（平成9年）3月22日：貨物列車の運行が終了[5]。
- 1998年（平成10年）12月14日：自動改札機を設置し、供用開始[11]。
- 2008年（平成20年）10月25日：ICカードKitaca使用開始[1]。
- 2014年（平成26年）：恵庭市により東西自由通路を備えたバリアフリー対応の新駅舎への移行・複合施設の整備を計画。翌2015年（平成27年）度に実施設計を行い、2017年（平成29年）度着工・2020年（令和2年）度供用開始を目指していた[新聞 1]。
- 2015年（平成27年）10月：新駅舎整備について、恵庭市の財政負担が大きくなったため白紙撤回。以後はバリアフリー化のみが実施される方向となる[新聞 2][12]。
- 2019年（平成31年）2月：話せる券売機を設置[13]。
- 2021年（令和3年）6月18日：この日をもって4番線ホームが廃止[14]。
  - 同年1月に、バリアフリー対応工事費用を圧縮するため、4番線ホームを廃止して新設するエレベーターの台数を削減（3→2基）とする計画変更が行われたため[12]。
- 2023年（令和5年）1月7日：改札内エレベーターが使用開始[15]。

### 駅名の由来
地名より。アイヌ語による島松川の旧名、「スマオマㇷ゚（suma-oma-p）」（石が・ある・もの〔川〕）が原義とされる。旧図には「シママフ」や「シママッフ」の形で書かれており、原義から音が落ちて「シュママㇷ゚」のように呼ばれていたものと推測されている。

## 駅構造
構内東側（白石方に向かって右手）にある駅舎に面した単式ホームと1面2線の島式ホームを有する地上駅。
もともと2つの単式ホーム（1・4番線）が島式ホーム（2・3番線）を挟む配線となっていたが、4番線は前述のバリアフリー対応に際して2021年（令和3年）以降ホームのない副本線となっている。駅舎に隣接する1番線が上り本線、3番線が下り本線となっている。
直営駅であり、みどりの窓口、話せる券売機、自動改札機が設置されている。

### のりば
| 番線 | 路線    | 方向 | 行先             |
| ---- | ------- | ---- | ---------------- |
| 1    | ■千歳線 | 上り | 千歳・苫小牧方面 |
| 2    | ■千歳線 | 上り | 千歳・苫小牧方面 |
| 2    | ■千歳線 | 下り | 札幌・手稲方面   |
| 3    | ■千歳線 | 下り | 札幌・手稲方面   |

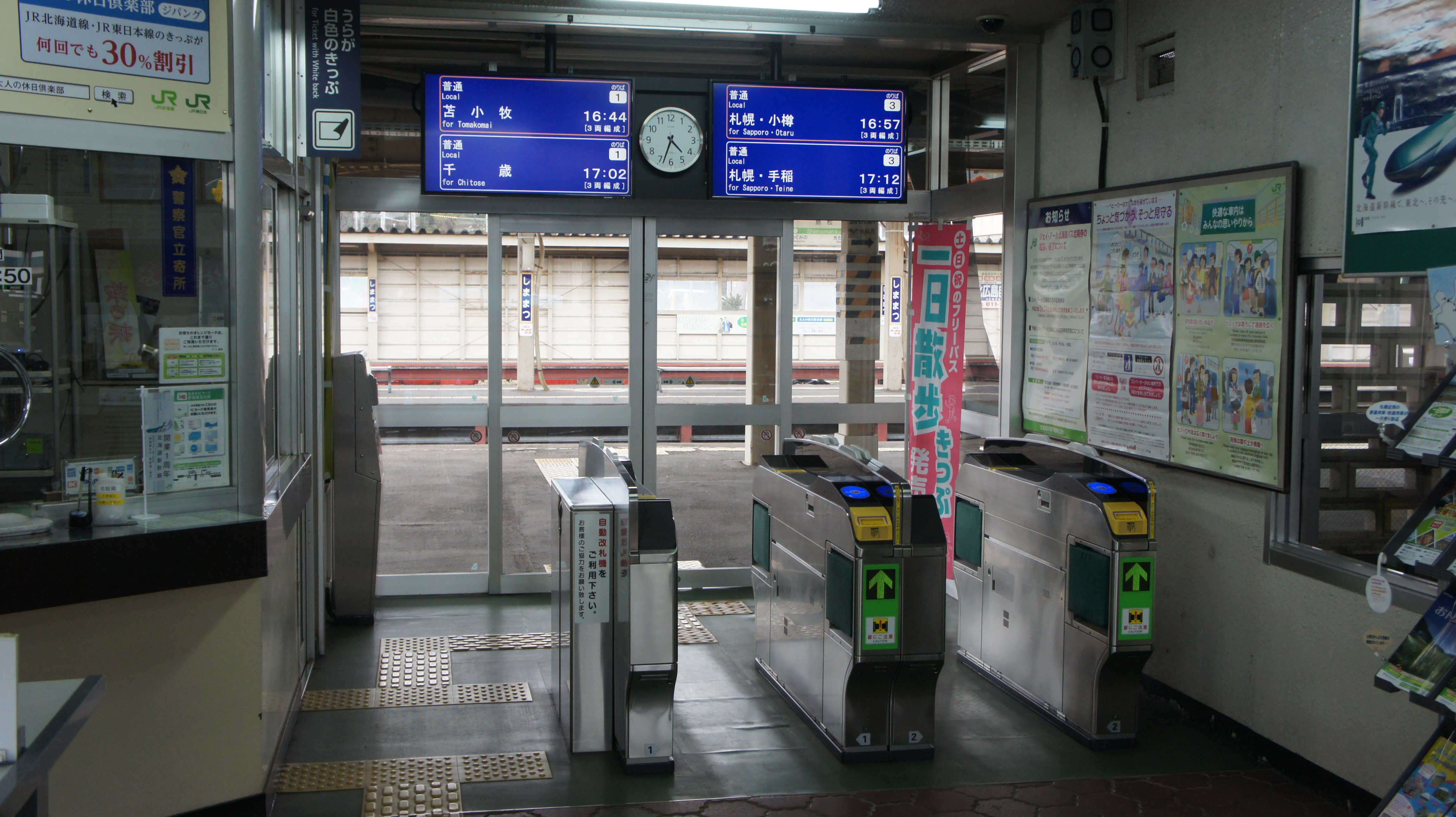
改札口（2017年5月）
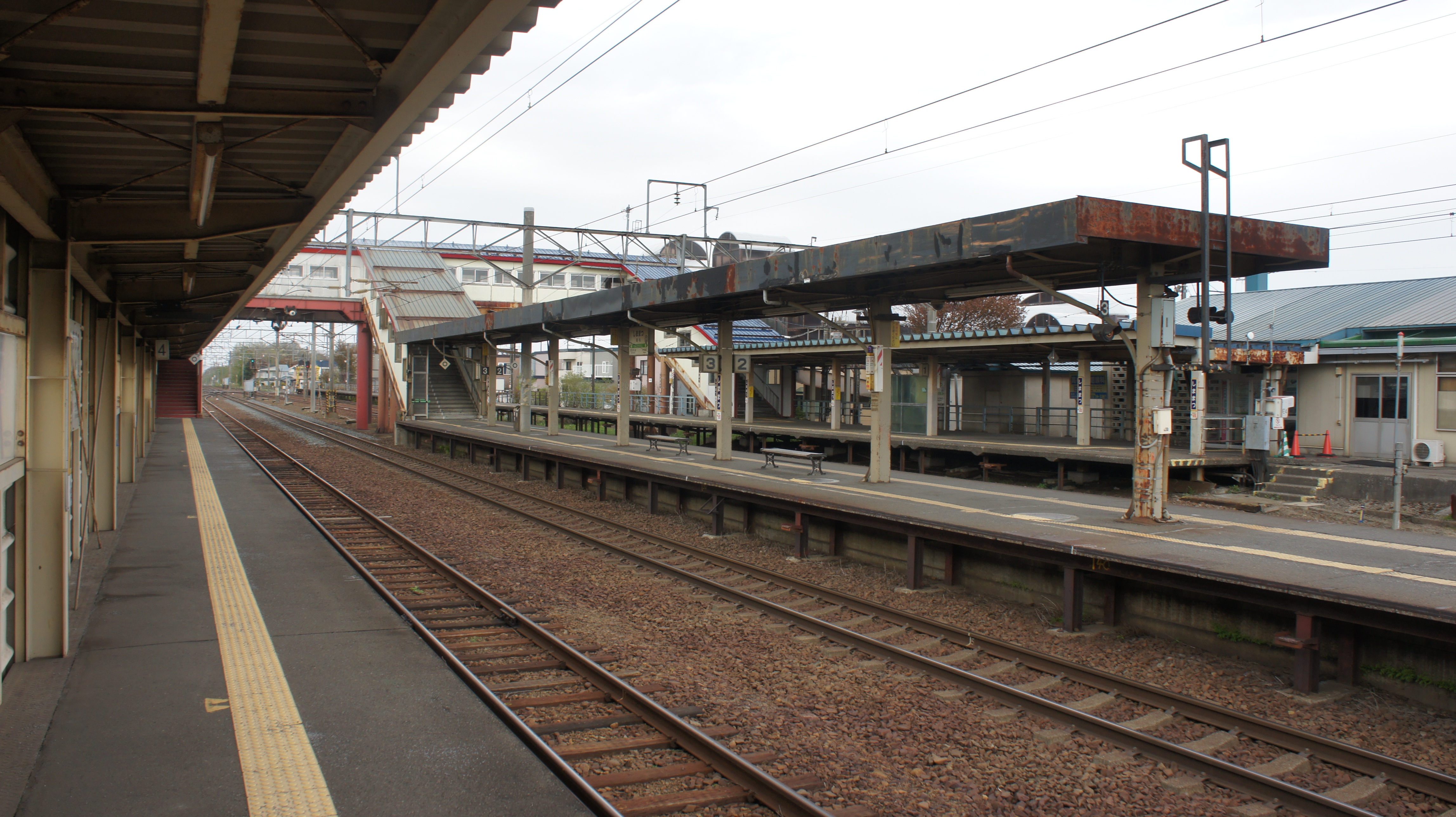
ホーム（2017年5月）
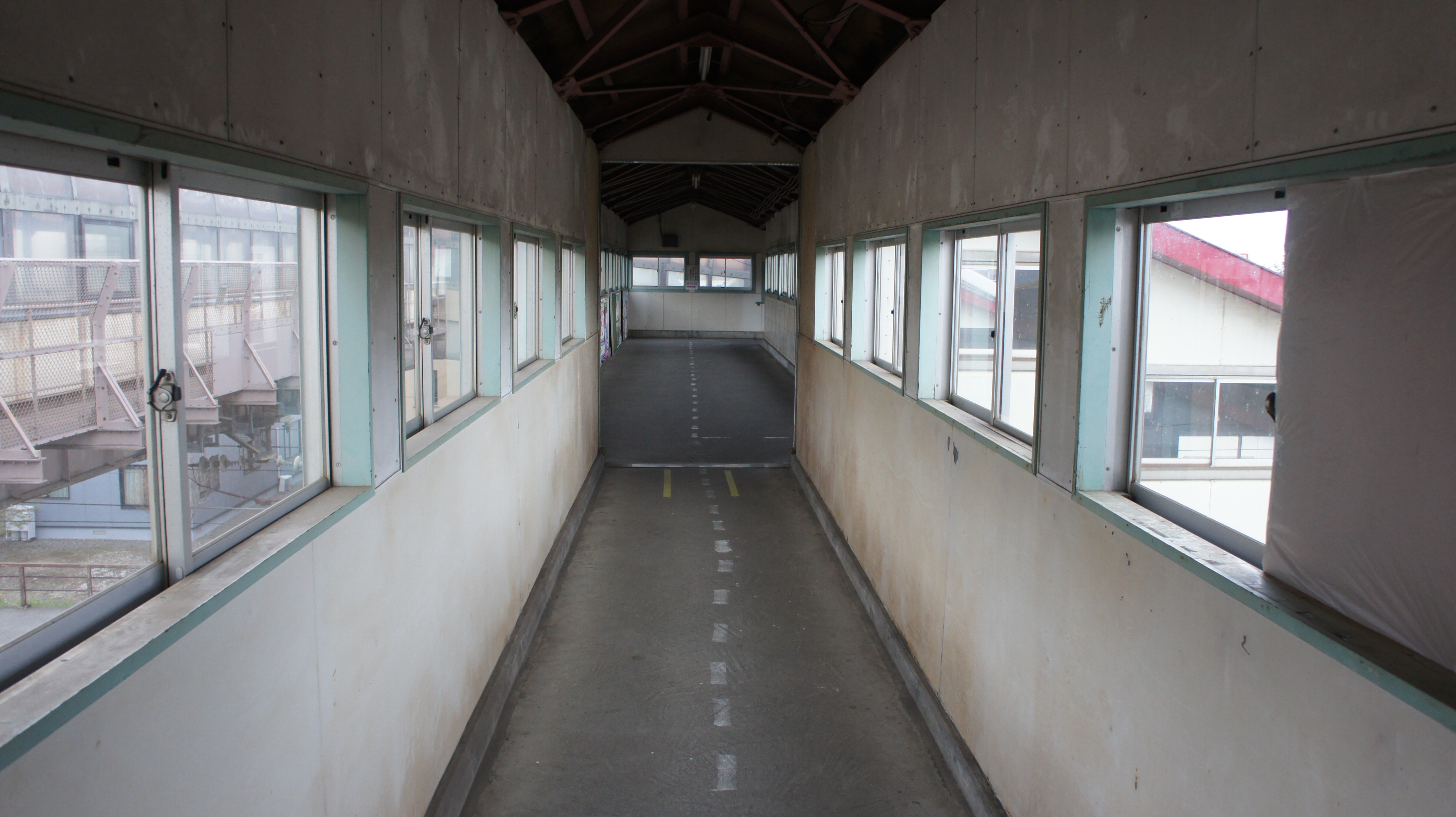
跨線橋（2017年5月）
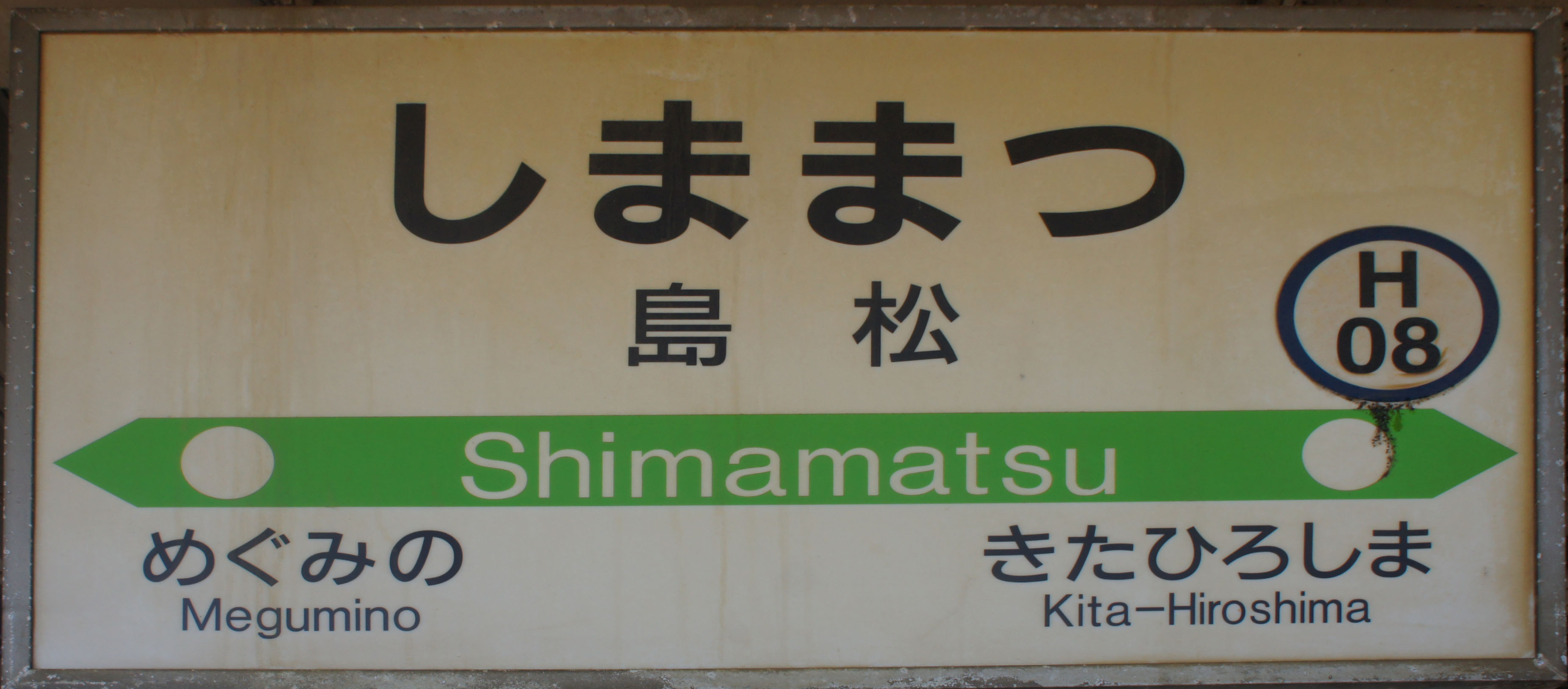
駅名標（2018年9月）

## 貨物取扱
現在、JR貨物の駅は車扱貨物の臨時取扱駅となっている。貨物列車の発着はなく、貨物設備や専用線も当駅には接続していない。
1997年3月頃までは、駅の西側にあった日本石油札幌油槽所の荷役設備へ続く専用線があり、石油の入荷が行われていた。そのため、本輪西駅と当駅の間に石油輸送貨物列車が運行されていた。また1970年代までは、陸上自衛隊島松駐屯地へ続く専用線も存在していた。この路線は駅の北西に向かって分岐後、大きなカーブを描き南へ進路を変え駐屯所へ向かう、逆U字形の線形となっていた。その廃線跡が道路となり残っている。

## 利用状況
「恵庭市統計書」によると、近年の年度別乗車人員の推移は以下の通りである。
| 年度               | 乗車人員 （千人） | 出典    |
| ------------------ | ----------------- | ------- |
| 2001年（平成13年） | 713.6             | [ * 2 ] |
| 2002年（平成14年） | 712.5             | [ * 2 ] |
| 2003年（平成15年） | 703.1             | [ * 2 ] |
| 2004年（平成16年） | 687.7             | [ * 2 ] |
| 2005年（平成17年） | 691.3             | [ * 2 ] |
| 2006年（平成18年） | 693.5             | [ * 3 ] |
| 2007年（平成19年） | 695               | [ * 4 ] |
| 2008年（平成20年） | 693               | [ * 4 ] |
| 2009年（平成21年） | 698               | [ * 4 ] |
| 2010年（平成22年） | 698               | [ * 4 ] |
| 2011年（平成23年） | 715               | [ * 4 ] |
| 2012年（平成24年） | 712               | [ * 5 ] |
| 2013年（平成25年） | 721               | [ * 5 ] |
| 2014年（平成26年） | 716               | [ * 5 ] |
| 2015年（平成27年） | 707               | [ * 5 ] |
| 2016年（平成28年） | 702               | [ * 5 ] |
| 2017年（平成29年） | 706               | [ * 6 ] |
| 2018年（平成30年） | 719               | [ * 7 ] |
| 2019年（令和元年） | 726               | [ * 8 ] |
| 2020年（令和02年） | 597               | [ * 9 ] |
| 2021年（令和03年） | 558               | [ * 9 ] |
| 2022年（令和04年） | 572               | [ * 1 ] |

## 駅周辺
昔ながらの町並みがある。
- 恵庭市役所島松支所
- 千歳警察署島松駐在所
- 島松郵便局
- 北海道信用金庫島松支店
- 道央農業協同組合（JA道央）本所・恵庭支所
- 北海道恵庭北高等学校
- 陸上自衛隊島松駐屯地
- 北海道道46号江別恵庭線
- 島松ハイヤー事務所
- えにわコミュニティバス（ecoバス）「JR島松駅」停留所[17]

## 隣の駅
北海道旅客鉄道（JR北海道）
■千歳線

恵み野駅 (H09) - 島松駅 (H08) - 北広島駅 (H07)